# Quettreville-sur-Sienne
Quettreville-sur-Sienne es una comuna nueva francesa situada en el departamento de Mancha, de la región de Normandía.

## Historia
Fue creada el 1 de enero de 2016, en aplicación de una resolución del prefecto de Mancha de 1 de diciembre de 2015 con la unión de las comunas de Hyenville y Quettreville-sur-Sienne, pasando a estar el ayuntamiento en la antigua comuna de Quettreville-sur-Sienne.
El 1 de enero de 2019 absorbió las comunas de Contrières, Guéhébert, Hérenguerville y Trelly.

## Demografía
Según los datos aportados en la última resolución del prefecto de Mancha, la comuna pasa a tener 3259 habitantes.

## Composición
| Comuna fusionada        | Código INSEE | Población (2021) | Superficie (km²) | Densidad (hab./km²) |
| ----------------------- | ------------ | ---------------- | ---------------- | ------------------- |
| Contrières              | 50140        | 372              | 9.12             | 41                  |
| Guéhébert               | 50223        | 137              | 6.29             | 22                  |
| Hérenguerville          | 50244        | 202              | 2.71             | 75                  |
| Hyenville               | 50255        | 365              | 3.39             | 108                 |
| Quettreville-sur-Sienne | 50P42        | 1443             | 16.14            | 89                  |
| Trelly                  | 50605        | 669              | 11.77            | 57                  |